# BLOOD RAIN
『BLOOD RAIN』（ブラッドレイン）は、村生ミオによる日本の漫画作品。秋田書店『ヤングチャンピオン』にて連載された。単行本は全9巻。

## あらすじ
相原久美の周囲では、高校時代の友人が雨の夜にレインコートを着た人物によって殺される事件が相次いでいた。やがて久美は、遠野多香子という美女がレインコートの殺人鬼であることに気づくと共に、彼女が自分の姉であることにも気づく。

## 登場人物

### 主要人物
相原久美
主人公。高校時代は野球部の女子マネージャーを務め、後に短大を卒業して、商事会社に就職。可愛らしい顔立ちのロングヘアで高校時代はアイドル的な存在で、現在でも好意を抱いている男は多い（そして僻んでいる女性も）。気の強い一面もあるが、自分を強姦しようとした吉岡を恨まないなど非常に包容力に富んだ優しい性格をしている。住んでる住所は杉並区高野台8丁目28-5-203。
遠野多香子
もう一人の主人公。四大卒の入社三年目の25歳。久美の勤務している会社の先輩であり、社内でも明るく人気者で久美も憧れていた。実は久美の同級生を殺害していた犯人であり、殺人はおろか、生きている人間も利用して久美を精神的に追い詰める知能犯でもある。自分の美貌と肉体で男を魅了する術にも長けており、また、同性ともエッチが出来るレズビアンでもあり、作中では女性を痛めつける際に、胸をもみしだき、洗脳した凛子が自分の目論見通りに動いたことで「ご褒美」として凛子の足指をくわえ、そこから舌を伝わらせてからのクンニリングス、そして胸を揉み、右乳首を舐めるなどの性技を披露して凛子とレズをした。
川島凛子
久美の親友でルームメイト。久美と同じく高校時代は野球部の女子マネージャーをしており、現在は西都大学の三年生。ショートヘアのグラマーな美女。室内を下着姿でいるなど開放的な性格で、久美いわく大学の友達と夜遊びしているのが玉に傷。この作品の久美と多香子に次ぐ、第三のヒロインと呼べる立場だが、事件とは関係のない男に強姦され、多香子に洗脳されて殺人を犯し、女性の多香子に「ご褒美」という名目でレズられてしまうなど、久美と多香子とは違った形での悲劇のヒロインと呼べた。
藤崎太一
久美の恋人。凛子と同じ西都大学の三年生。凛子いわく、講義はさぼっているらしい。高校時代はエースで四番だったが、相手チームの打者の頭部に死球を当ててしまい死なせてしまった過去があり、それを機に野球をやめ、現在のメンバーたちとも、そっけない態度で接するようになった。
田坂誠
久美たちと同じ高校野球部出身で現在はバーテンダー。ゆかりと付き合っていたが、本心では久美に気がある。多香子の悪魔の囁きにより、久美を凌辱してしまう。
岡村
多香子の元恋人。
杏奈
岡村の義妹。

### 被害者
斉藤正史
作中での一人目の被害者。名政大学の野球部員であり一年生時から正二塁手として将来を期待されており、太田や吉岡からもプロになれるかもと認められていた。冒頭で多香子に金属バットで撲殺された。
太田克久
作中での二人目の被害者。海皇大学の野球部員でありポジションは不明だがレギュラーであるとのこと。ときどきやるOB会で久美に連絡先を教えてもらい食事に誘ったが車を動かそうとした際に、不良が起きて動かなくなり調べていたところを後ろから多香子に鎌で刺されて殺される。
吉岡
作中での三人目の被害者。太田と同じ海皇大学の野球部員であるが、太田とは違い補欠とのこと。レギュラーの太田を僻んでおり、一緒に合宿所の風呂に入ったときに、風呂の栓を抜いて太田に入浴をさせなかったり、太田が死んだことで自分にレギュラーがきたことを喜んだりと性格は陰湿。合宿所でバーベルを上げてトレーニングに励んでいたが、そこに現れた多香子により、動けないところを狙われて、指を折られバーベルを落とされるが一命をとりとめて入院するが、病院に現れた多香子により結局は殺害されてしまう。
滝口高志
作中での四人目の被害者。
川辺真一
作中での五人目の被害者。
平野ゆかり
作中での六人目の被害者。